# 威廉·P·罗杰斯
威廉·皮尔斯·罗杰斯（英語：William Pierce Rogers，1913年6月23日—2001年1月2日）美国政治家，曾任第55任美国国务卿和美国司法部长。

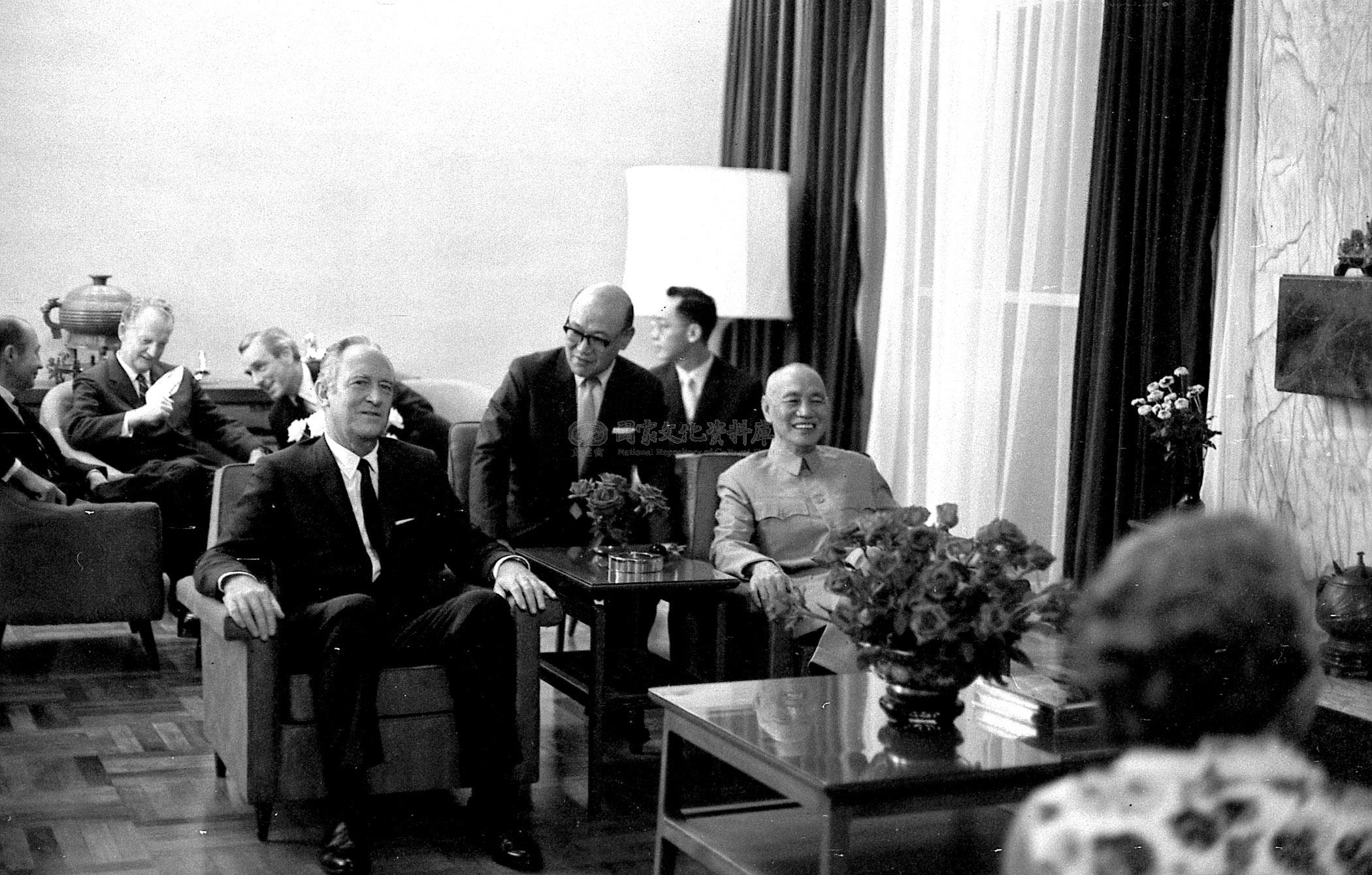
1969年8月2日，總統蔣中正於日月潭涵碧樓接見美國國務卿威廉·P·羅傑斯。

1969年8月1日，羅吉斯訪臺，8月2日，拜會行政院副院長蔣經國，面邀蔣經國赴美訪問；8月3日，蔣中正三度接見後，離開臺灣。:775。